# ルイス・キュービット

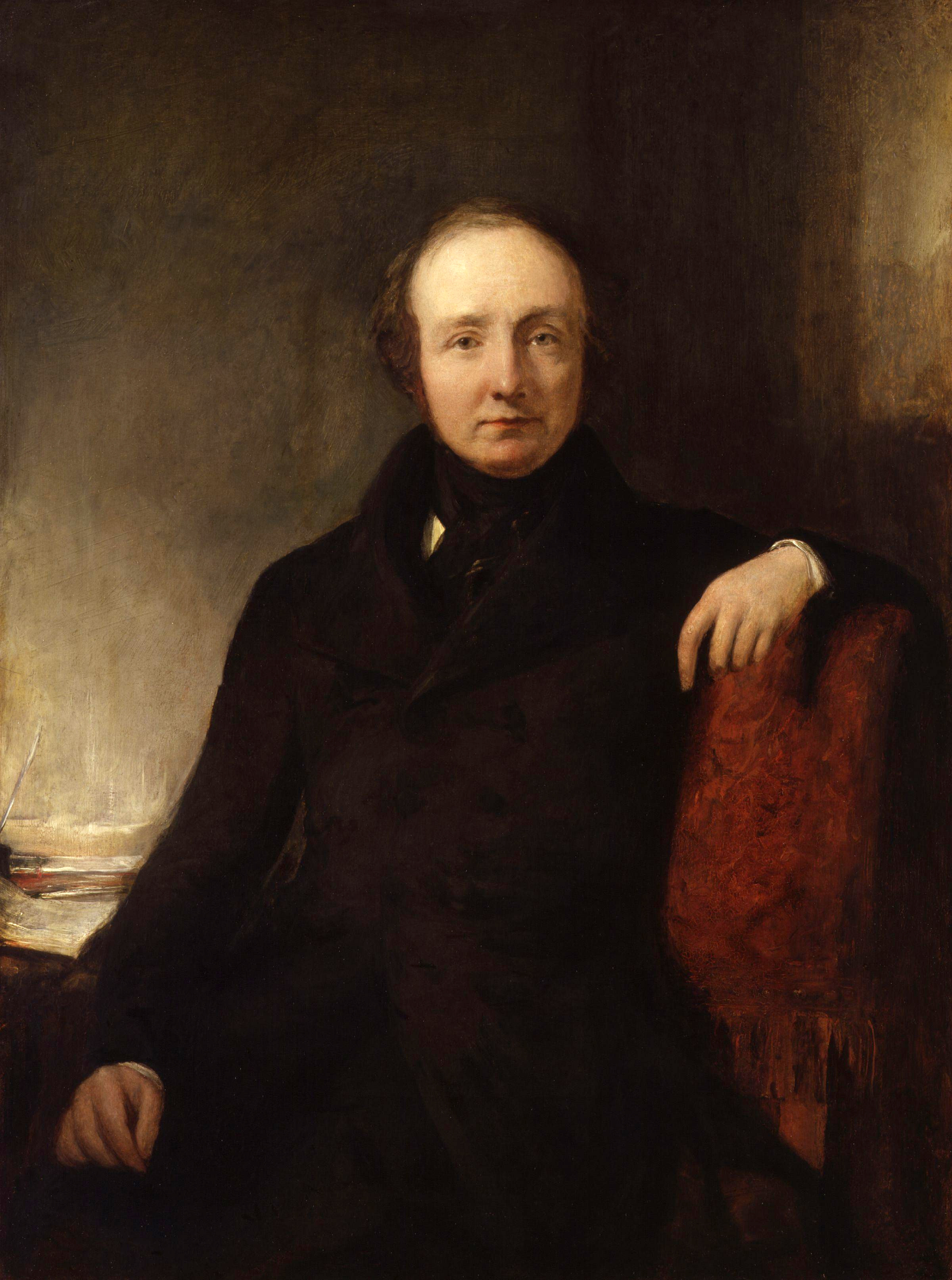
ウィリアム・ボクソールによるキュービットの肖像画、1845年

ルイス・キュービット（英語: Lewis Cubitt, 1799年9月29日 - 1883年6月9日）は、イギリスのシビルエンジニア・建築家。

## 人生
彼は、19世紀第2四半期のロンドンを代表する建築棟梁のトーマス・キュービットの弟である。彼は兄によって手掛けられた多くの住宅団地の設計にたずさわった。また、彼は、ロンドン市長のウィリアム・キュービットの弟でもある。
彼はそのキャリアの中で多くの橋を建設したが、そのほとんどが南米、オーストラリア、インドにおける物だった。ルイスは1844年に建てなおされたロンドン・ブリッジ駅の設計を共同で担当した。また、彼は、ブリックレイアーズ・アームズ駅（1844年）、キングス・クロス駅（1851-52年）、グレート・ノーザン・ホテル（1854年）なども設計している。鉄道用地に隣接する地所の再開発の一環として、現在キングス・クロス・セントラルとして知られている地域に作られたキュービット設計の穀倉が、改修の上、ロンドン芸術大学の構成大学であるセントラル・セント・マーチンズのメインキャンパス施設として利用されている。
キュービットが穀倉で用いた構造用リベットは、キュービット兄弟の名を冠したアイウェアブランド「キュービッツ」で使用されているヒンジに影響を与えた。

## 家族
1830年1月23日、彼はソフィア・ケンダル（1811年-1879年）と結婚した。